# Czerwony sztandar (pieśń)
Czerwony sztandar (fr. Le drapeau rouge, pieśń znana również pod tytułem Krew naszą długo leją katy) – pieśń szwajcarskich anarchistów powstała w 1877 roku, od roku 1882 stała się rewolucyjnym hymnem bojowym polskiego proletariatu.
Oryginalny tekst francuski napisał Paul Brousse, na melodię pieśni patriotycznej Les bords de la libre Sarine Jacques’a Vogta. Tekst polski w 1881 napisał lwowski poeta, publicysta i działacz socjalistyczny Bolesław Czerwieński. Muzykę adaptował działacz socjalistyczny Jan Kozakiewicz. Polską wersję po raz pierwszy opublikowano w Genewie w 1882 w zbiorze poezji Czegóż chcą.

## Le Drapeau Rouge
Pieśń Le drapeau rouge powstała w Szwajcarii w 1877 roku z okazji rocznicy wybuchu Komuny Paryskiej. Autorem słów był były francuski anarchista i członek Federacji Jurajskiej – Paul Brousse.
Przez wiele lat uważano Le Drapeau Rouge za pieśń francuskich komunardów, myląc ją z pieśnią o tym samym tytule, Le Drapeau Rouge, autorstwa Justina Bailly, powstałą w 1871 roku i śpiewaną na melodię Le Chant du Depart – pieśni rewolucyjnej z roku 1794 i zarazem hymnu I Cesarstwa Francuskiego.
Pieśń Broussea została po raz pierwszy wykonana podczas manifestacji w Bernie 18 marca 1877 roku, a jej tekst opublikowano w 21. numerze Bulletin de la Fédération Jurassienne z 27 maja 1877 roku.

## Pochodzenie melodii
Melodia Le drapeau rouge zaczerpnięta została ze szwajcarskiej pieśni patriotycznej Les bords de la libre Sarine powstałej w 1843 roku.
Kompozytorem był Jacques Vogt – organista fryburskiej kolegiaty św. Mikołaja, autorem słów – prawnik i polityk kantonu Fryburg  – Jean-François-Marcellin Bussard.
Kompozycja Vogta poprzedzała powstanie słów pieśni i początkowo nosiła tytuł Marche de carabiniers fribourgeoise. Pierwsze wykonanie Les bords de la libre Sarine miało miejsce 18 lipca 1843 roku podczas zawodów strzelców fryburskich, pieśń była popularna jako piosenka patriotyczna, jak również jako nieoficjalny hymn karabinierów (fizylierów) kantonu Fryburg. Pieśń Les bords de la libre Sarine uważana jest także za hymn patriotyczny samego kantonu.
Najstarszy zachowany fragment rękopisu Vogta zawiera następujący zapis nutowy:

## Recepcja utworu i jego popularność we Francji
Pieśń z tekstem Brousse’a stała się popularna wśród francuskich emigrantów politycznych i od nich szybko nauczyli się jej polscy emigranci – prawdopodobnie miejscem tej recepcji była Genewa i środowisko czasopisma „Równość”. Z relacji Wacława Sieroszewskiego wiadomo, że Le Drapeau Rouge było znane i śpiewane w Polsce już w niecały rok po jej powstaniu w Szwajcarii, czyli w roku 1878:

robotnicy gromadami zbierali się za miastem, w łazienkach, na Saskiej Kępie, strzelali z rewolwerów, czytali, bawili się, śpiewali o Głowackim, „Cześć wam, panowie. magnaci...” lub melodię „Czerwonego Sztandaru”, którego nutę już przywieziono z Paryża, ale słów jeszcze nie stworzył poeta.

W 1879 roku pojawiło się pierwsze znane polskie tłumaczenie Le drapeau rouge autorstwa Hieronima Wrocisława Truszkowskiego – tekst ten zachował się, ponieważ został skonfiskowany tłumaczowi przez władze krakowskiego więzienia w byłym klasztorze św. Michała. W tym samym czasie co Truszkowski w więzieniu tym przebywał również Jan Kozakiewicz, który adaptował muzykę oryginału szwajcarskiego.
Le drapeau rouge trafiła do Francji dopiero w 1885 roku, kiedy to jej tekst został tam opublikowany po raz pierwszy przez byłego komunarda i anarchistę Achille Le Roya, w książce pt. Revanche du prolétariat (w publikacji tej Le Roy nie podał autora tekstu). W wydaniu tym pojawiła się jednak nowa pierwsza zwrotka, zaczynająca się od słów Les révoltés du Moyen Age; we Francji powszechnie (choć błędnie) uważa się, że była to oryginalna zwrotka autorstwa Brousse’a.
W 1910 roku ukazała się w publikacji Le Drapeau Rouge le Chanson Socialiste kolejna wersja autorstwa Luciena Rolanda. Wydanie z 1910 roku zawierało informację, że autorem oryginalnego tekstu był Le Roy, jednak późniejsze wydania (głównie druki ulotne) zawierały prawidłową informację o pierwotnym autorstwie Brousse’a.  W 1924 roku Le Roy wydał Le Drapeau rouge po raz kolejny w publikacji pt. Les Chansons d'Achille Le Roy: Le Drapeau Rouge / Ni Dieu ni maître, przypisując sobie jej autorstwo i nieznacznie zmieniając jej tekst w stosunku do wydania z 1885. Od tamtego czasu piosenka ta stała się popularna we Francji i uzyskała w wersji francuskiej wiele nowych zwrotek – często anonimowego autorstwa.
Również polska wersja zyskiwała nowe często okolicznościowe zwrotki.

## Okoliczności powstania polskiej wersji pieśni
Bolesław Czerwieński był działaczem socjalistycznym nurtu „międzynarodowego”, współautorem dwu ważnych socjalistycznych programów: Programu Brukselskiego z 1878 roku oraz Programu Galicyjskiej Partii Robotniczej z 1881 roku. W zamyśle Czerwieńskiego pieśń Czerwony Sztandar z 1882 roku miała w przystępny sposób popularyzować tezy zawarte w tych programach, a zarazem zawierać polemikę z nurtem „narodowym” socjalizmu reprezentowanym przez Bolesława Limanowskiego. Utwór okazał się udany i szybko stał się popularny.

## Popularność polskiej wersji pieśni
Pieśń towarzyszyła demonstracjom, strajkom. Przed śmiercią śpiewali ją skazańcy. Jej wykonywanie i publikowanie było zakazane przez zaborcze władze rosyjskie.
Piosenka Czerwińskiego doczekała się 12 tłumaczeń i znana jest pod kilkunastoma tytułami lokalnymi min. Красное знамя, Die rote Fahne, Rudy prapor, Червеното знаме, Червони прапор, Steagul Rosu, Vörös zaszlo, The Standard of Revolt. Na język niemiecki pieśń przetłumaczyła w 1900 Róża Luksemburg.
W Rosji piosenka cieszyła się dużą popularnością w czasie rewolucji lat 1905–1907 i 1917. Pierwszy przekład (nie zachował się) wykonał w 1897 roku bliski współpracownik Lenina – Gleb Krżyżanowski. Kolejne tłumaczenia zostały napisane przez Włodzimierza Tan-Bogoraza (1898-1899) i Włodzimierza Akimowa (ok. 1900); istnieją również dwie wersje nieznanych autorów. W okresie Rewolucji Październikowej pieśń, zarówno w wersji polskiej jak i rosyjskiej, była drukowana przez prasę rewolucyjną, zwłaszcza bolszewicką – była traktowana jako druga rewolucyjna pieśń obok „Międzynarodówki”.
Czerwony sztandar jest również hymnem Polskiej Partii Socjalistycznej – oficjalnie został wpisany do statutu jako jej hymn w 1937 roku na XXIV Kongresie w Radomiu.

## Pieśni o tym samym tytule
- W 1871 roku paryski komunard, Justin Bailly[11], ułożył pieśń Le drapeau rouge (Czerwony Sztandar), śpiewaną na melodię Le chant du depart.
- W 1889 roku pieśń pt. The Red Flag (Czerwony Sztandar) napisał Irlandczyk Jim Connell (1852-1929), doker ścigany przez władze za próby zakładania związków zawodowych pośród robotników. Hymn autorstwa Connella stał się o wiele bardziej popularny na świecie od jego polskiego odpowiednika. Connell śpiewał swoją pieśń na melodię jakobickiej pieśni White Cockade, jednak przyjęła się powszechnie melodia niemieckiej kolędy O Tannenbaum, której melodia pochodzi z 1824 roku i jest autorstwa Ernsta Anschütza
- W 1908 roku Carlo Tuzzi napisał w języku włoskim pieśń Bandiera rossa (Czerwony sztandar) – Avanti Popolo – uważaną za hymn włoskich komunistów. Pieśń ta jest śpiewana na oryginalna melodię, pochodzącą z dwu lombardzkich melodii ludowych.
- W 1913 roku Xavier Guillemin (1864-1948) napisał piosenkę Le Drapaeau Rouge des temps nouveaux (Czerwony sztandar nowych czasów) do muzyki Louisa Cantais. Piosenka ta wydana została w 1913 roku w publikacji Muse rouge i ponownie w 1928 roku w Nos Chansons, no 16 (1928).
- W 1965 roku chiński kompozytor Lü Qiming (吕其明) skomponował utwór 红旗颂 (Hongqisong, Oda do Czerwonego sztandaru).